# Mobilní telefon

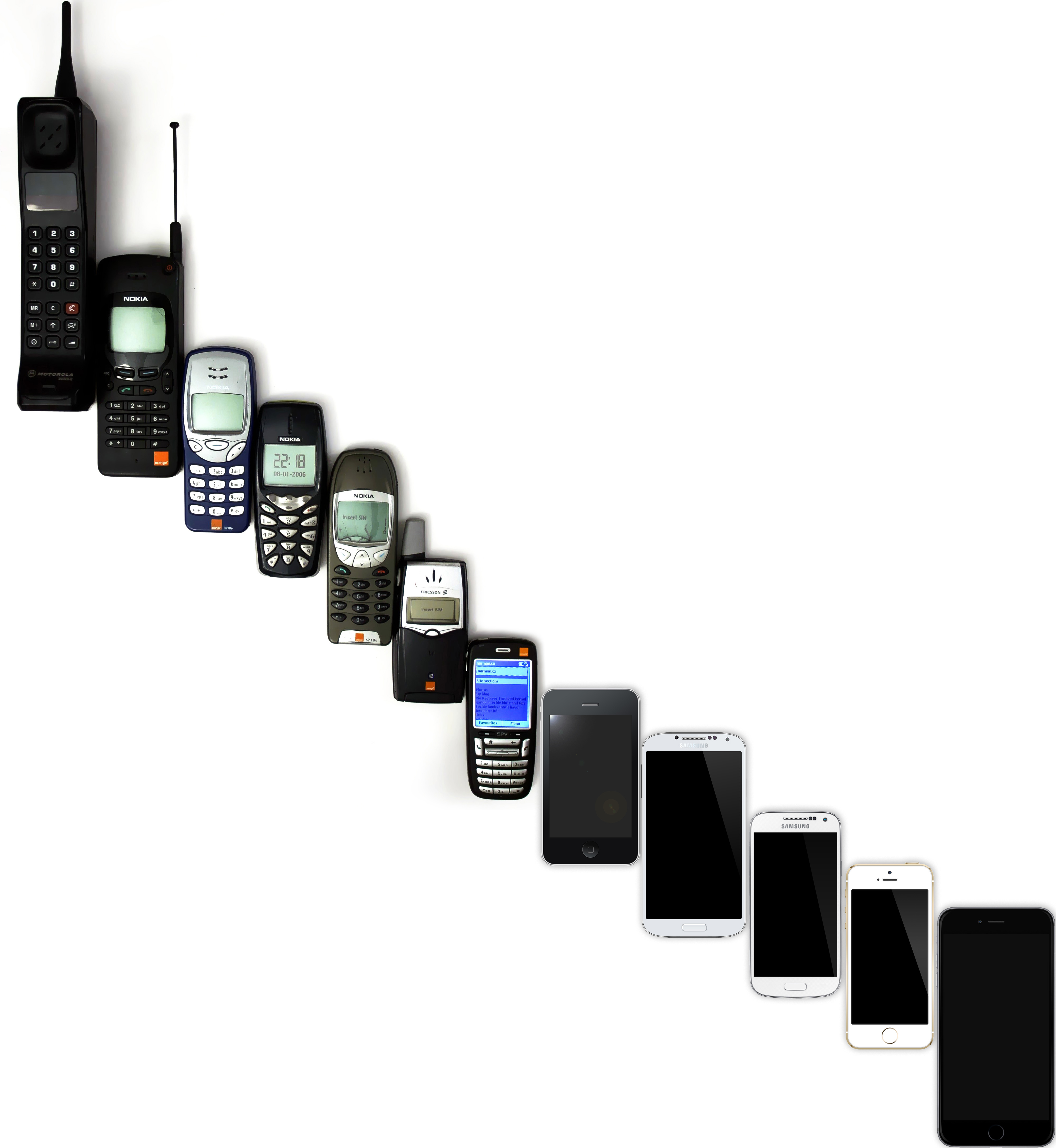
Ukázka vývoje mobilních telefonů
v letech 1992–2014

Mobilní telefon (hovorově mobil) je elektronické mobilní zařízení, které umožňuje uskutečňovat telefonní hovory. Díky použití rádiových vln není vázán na místo, kde končí telefonní přípojka, jako je tomu u pevného telefonu. Mobilní telefony poskytují kromě spojení s telefonní sítí také další telekomunikačních služby jako např. SMS, MMS a připojení na internet.
Mezi producenty mobilních telefonů patří: Apple, Huawei, Samsung, Sony, Xiaomi, Lenovo, Motorola, BlackBerry, HTC, LG, Nokia, Alcatel a další. Mezi bývalé výrobce patří např. společnost BenQ Siemens. Jedinými českými producenty mobilních telefonů jsou firmy VERZO a Jablotron. Někteří mobilní operátoři (například T-Mobile či Vodafone) si nechávají vyrábět mobilní telefony, které dodávají pod vlastní značkou.

## Typy mobilních telefonů

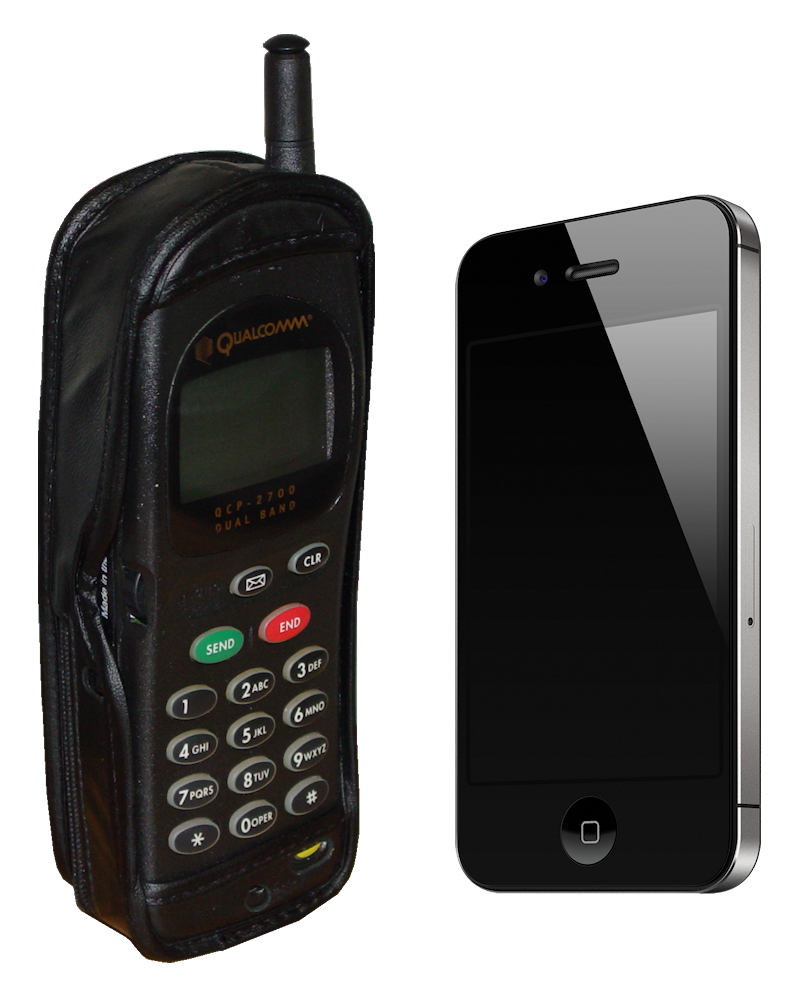
Klasický a dotykový mobilní telefon

### Chytré mobilní telefony
Chytré mobilní (32- a vícebitové) telefony využívají mobilní operační systém, který umožňuje instalaci aplikací. Mezi mobilní operační systémy patří např. Android nebo iOS. Světové prodeje poprvé překročily prodeje klasických mobilních telefonů na počátku roku 2013. Mezi nevýhody chytrých mobilních telefonů patří nízká výdrž baterie oproti klasickým mobilům a větší rozměry.

### Klasické mobilní telefony
Klasické (někdy označované jako „hloupé“ nebo tlačítkové) mobily jsou většinou vybaveny nedotykovým displejem a klávesnicí. Ta může být numerická s rozložením 3×4, kdy jsou písmena sdružena do skupin (zpravidla po třech), nebo alfanumerická s rozložením podobným počítačové klávesnici (např. QWERTY). Jsou vybaveny jen limitovaným operačním systémem a možnosti instalace aplikací jsou velmi omezené.
Obliba „hloupých“ mobilních telefonů klesá – roku 2014 bylo v síti české pobočky operátora Vodafone 54 % mobilů tlačítkových. V lednu roku 2019 měly tlačítkové mobily zastoupení 21 %.

## Technologie mobilních telefonů

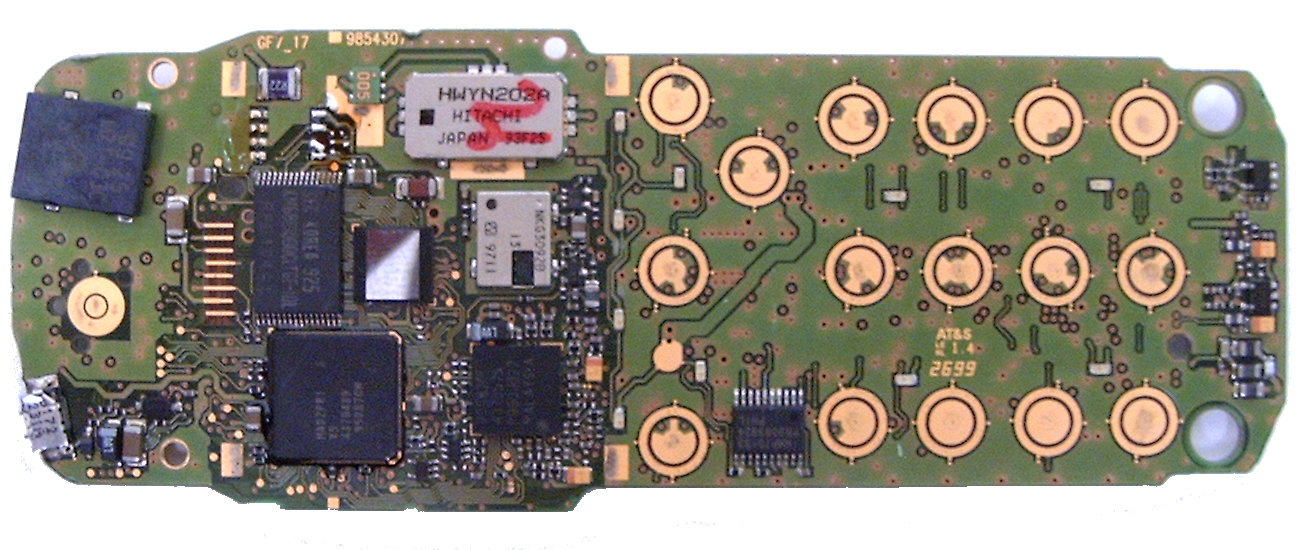
Vnitřek tlačítkového mobilního telefonu (plošný spoj s procesorovou jednotkou)

Podle způsobu připojení do telefonní sítě se rozlišují:
- Celulární (buňkové) telefony – připojují se do celulárních rádiových sítí, které v podobě veřejných pozemních mobilních sítí (Public Land Mobile Network – PLMN) pokrývají hustěji osídlené oblasti většiny zemí; díky roamingovým smlouvám lze většinou komunikovat i ze zahraničí; překážkou však může být nekompatibilita různých systémů mobilních telefonů (GSM proti CDMA2000)
- Satelitní telefony – umožňují komunikaci i z odlehlých míst, kde není pokrytí buňkovými sítěmi; protože komunikují s telekomunikační družicí (satelitem), je podmínkou použití volný výhled na oblohu
- Bezdrátové telefony – komunikují se základnovou stanicí nebo přímo mezi sebou; základnová stanice je vlastněna účastníkem a je připojenou na běžnou pevnou telefonní linku, případně do mobilní sítě. Umožňují volný pohyb v dosahu signálu základnové stanice.

Protože naprostá většina mobilních telefonů používá buňkovou technologii, jako GSM, UMTS, CDMA, LTE (v minulosti NMT, v USA AMPS) v mnoha jazycích jsou slova mobilní telefon (anglicky mobile phone [ˌməʊbaɪl ˈfəʊn, Amer ˌməʊbl ˈfəʊn]) a buňkový telefon (anglicky cell phone [ˈsel fəʊn]) synonyma. To platí i o češtině, kde se název buňkový telefon prakticky nepoužívá, a pro přenosné telefony používající jinou než buňkovou technologii se používají názvy satelitní telefon a bezdrátový telefon.
Kromě mobilních systémů pro veřejnost existují i neveřejné komunikační systémy – profesionální mobilní rádio.

### Datové přenosy
Mobilní telefony nabízejí kromě volání i datové přenosy (typicky pro připojení k internetu). V sítích 2G a 3G jsou datové přenosy oddělené od hlasových volání. Ve 4G sítích jsou k dispozici jen datové přenosy (pro zvýšení efektivity) a volání (hlasový přenos) je realizován technologií VoLTE (případně ViLTE), pokud to zařízení umožňuje (pokud ne, je využíván CS fallback, při kterém se pro dobu hovoru přepne telefon do 2G nebo 3G sítě).

## Historie

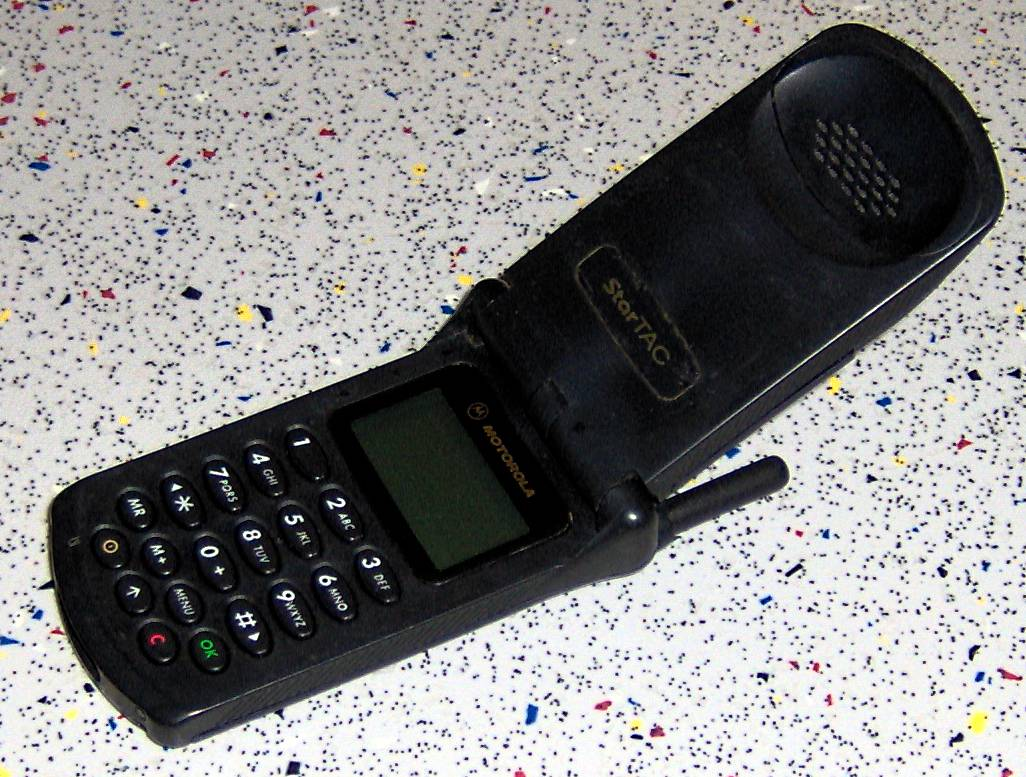
Motorola StarTAC byl nejprodávanějším mobilem roku 1996

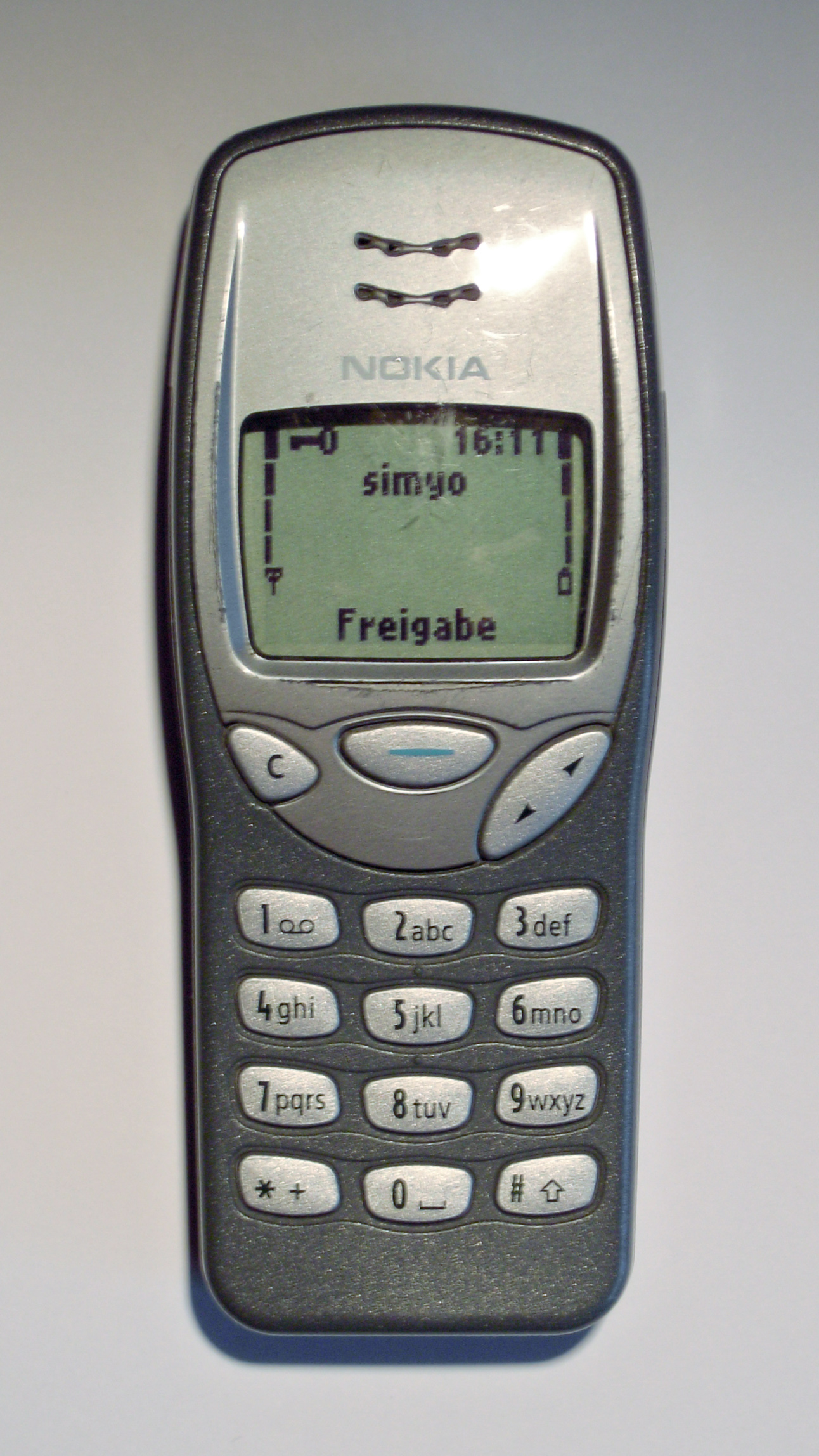
Nokia 3210 byla nejprodávanějším mobilem roku 1999

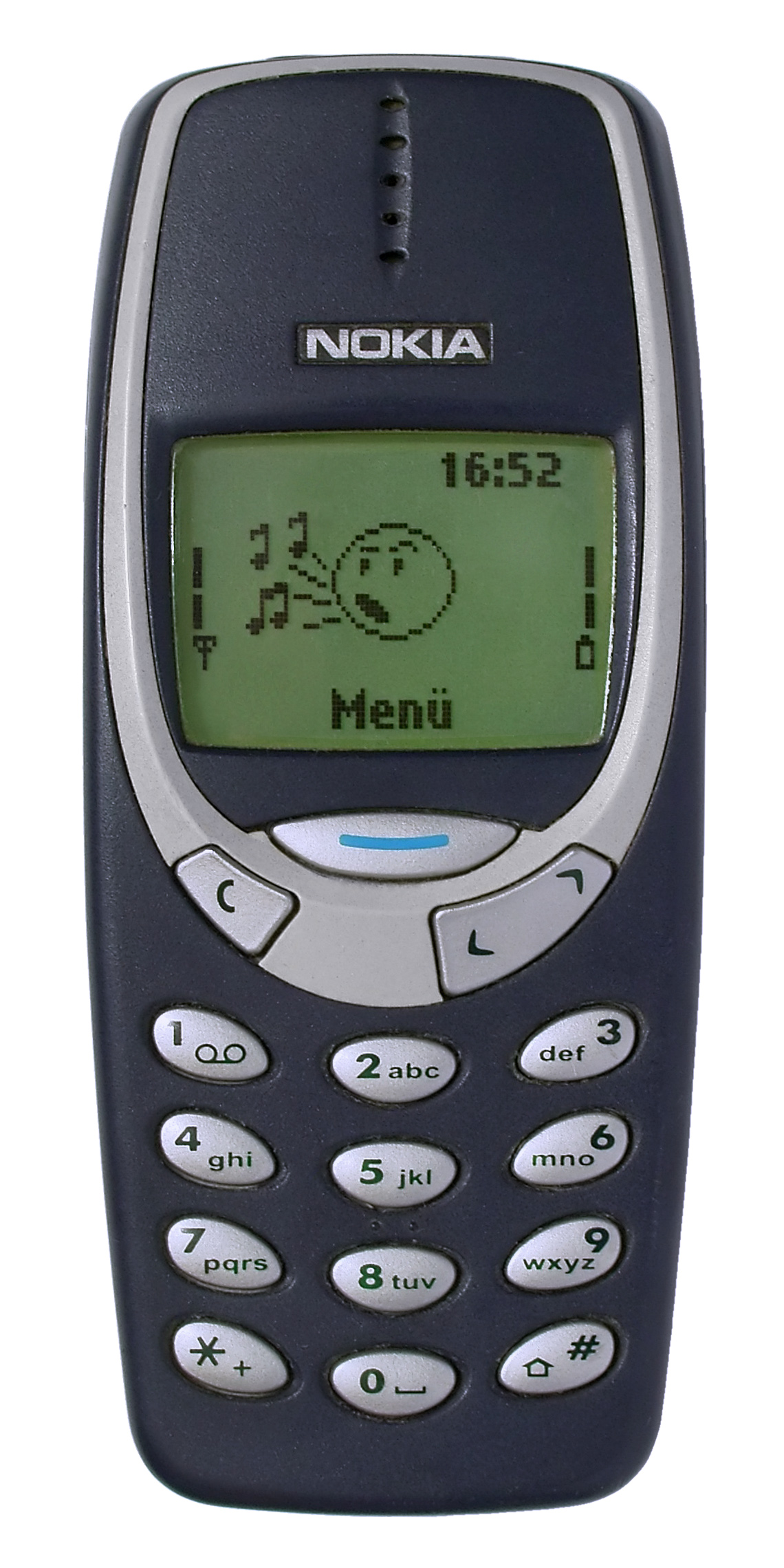
Nokia 3310 byla nejprodávanějším mobilem roku 2000

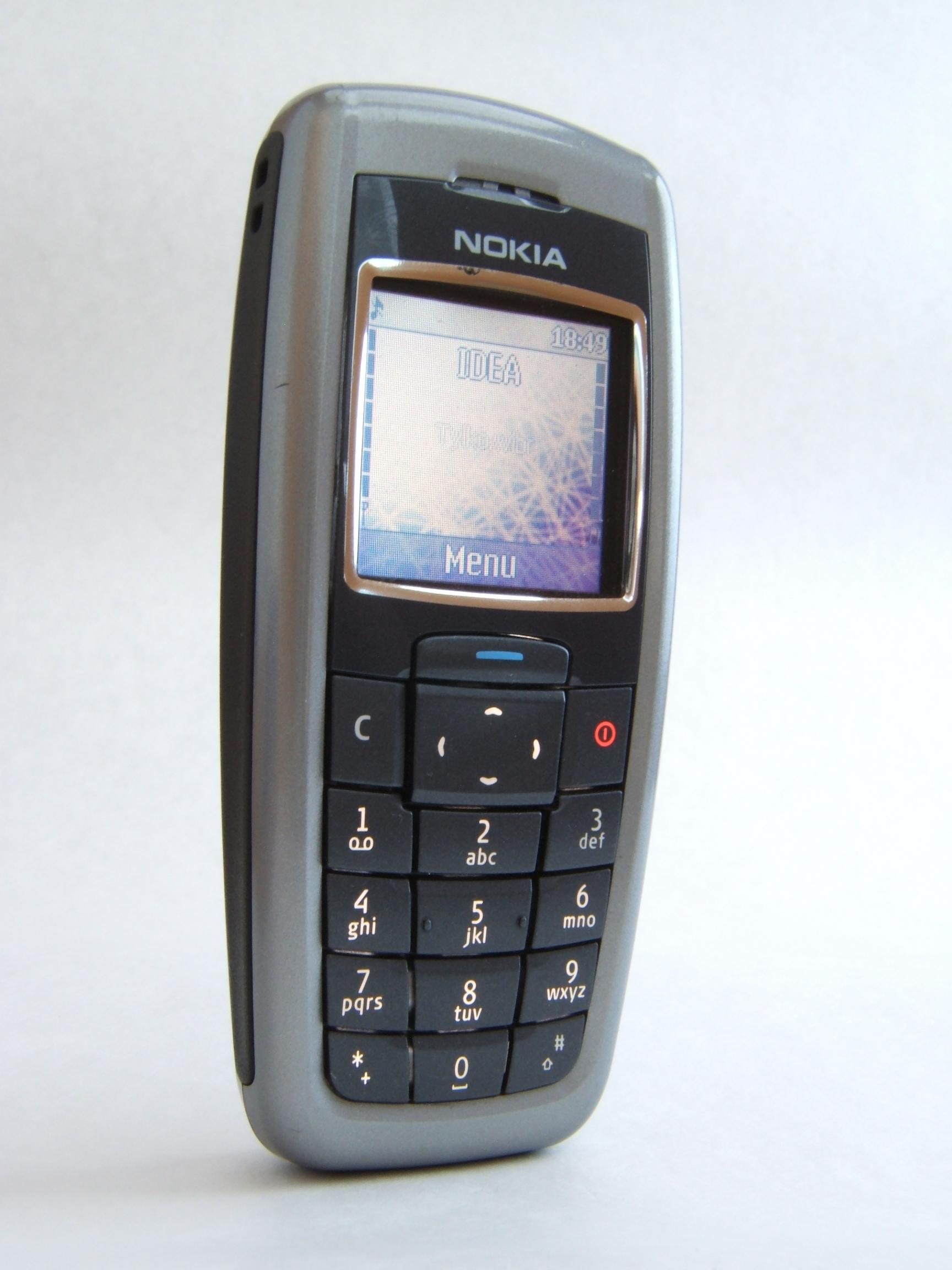
Nokia 2600 byla nejprodávanějším mobilem roku 2004

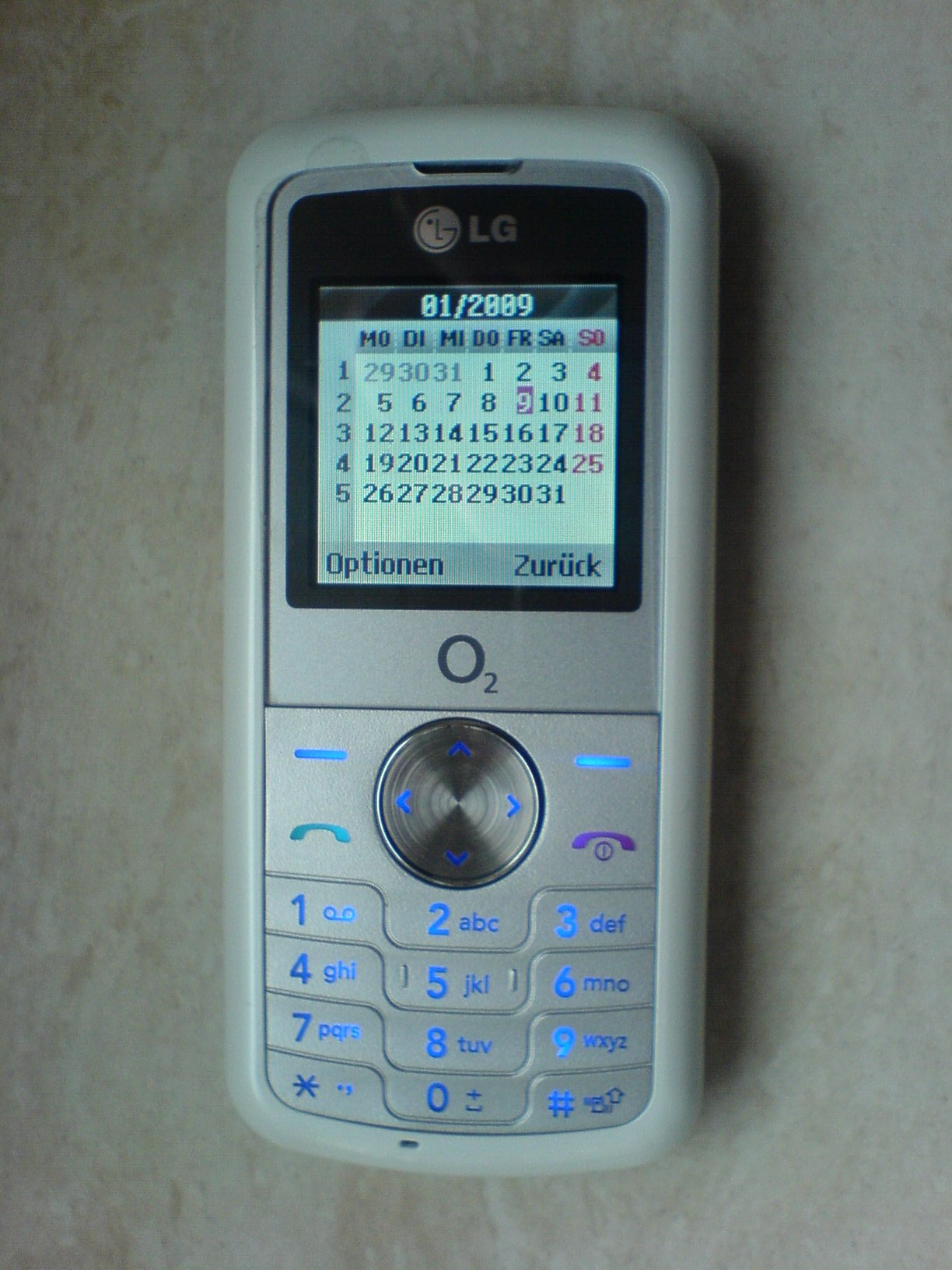
LG KP100 byl nejprodávanějším mobilem roku 2008

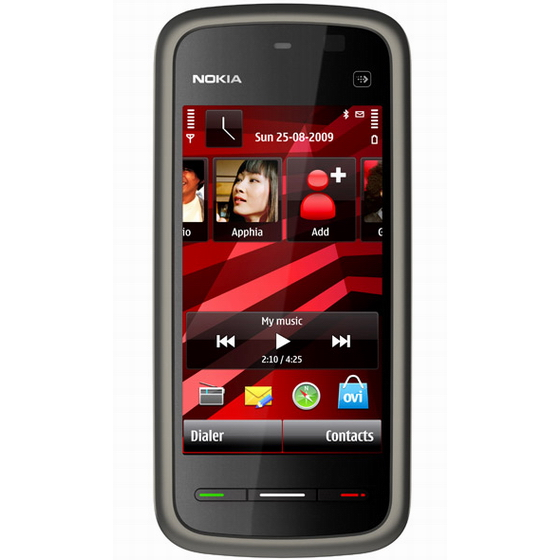
Nokia 5230 byla nejprodávanějším mobilem roku 2009

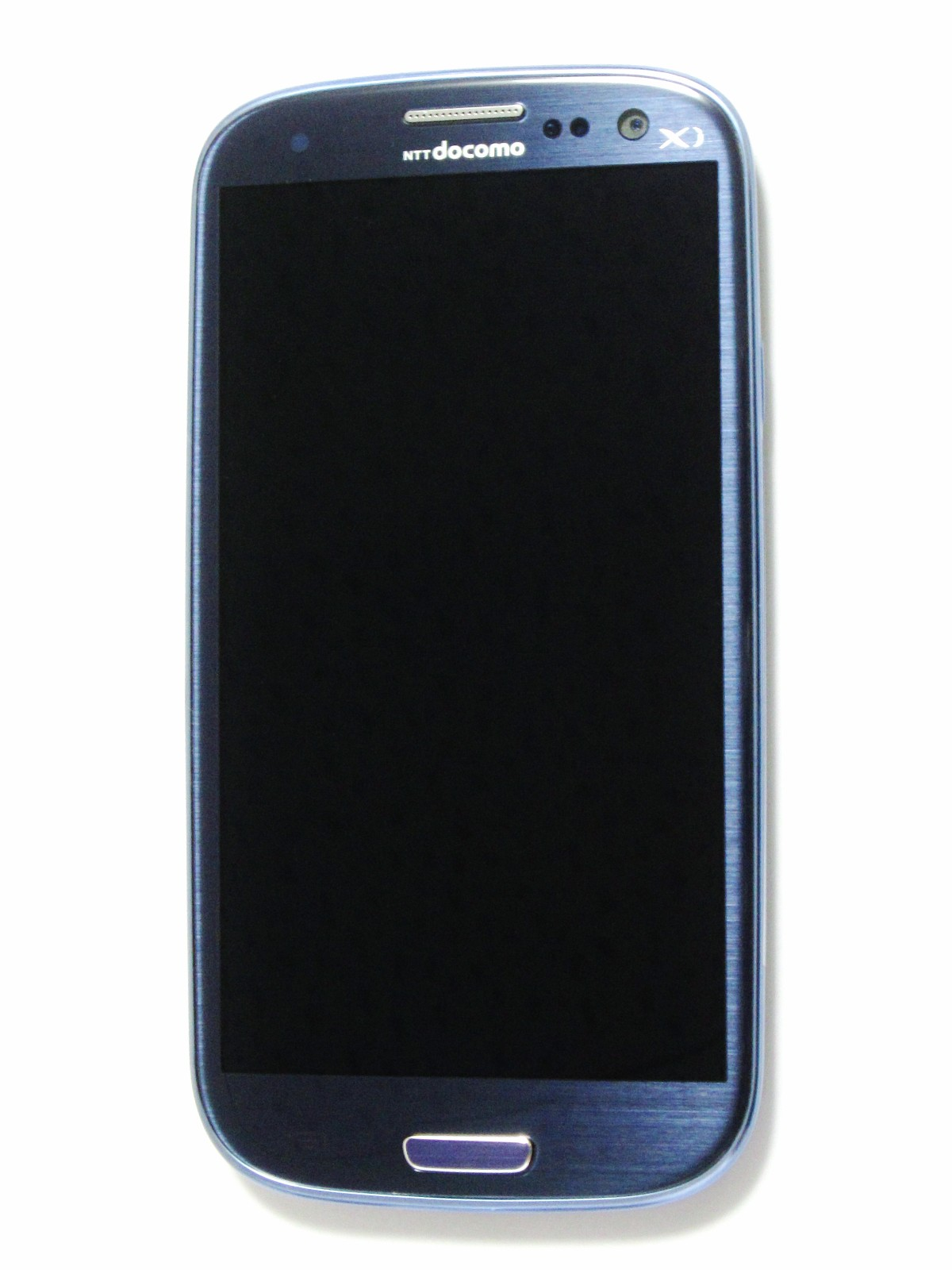
Samsung Galaxy S III byl nejprodávanějším mobilem roku 2012

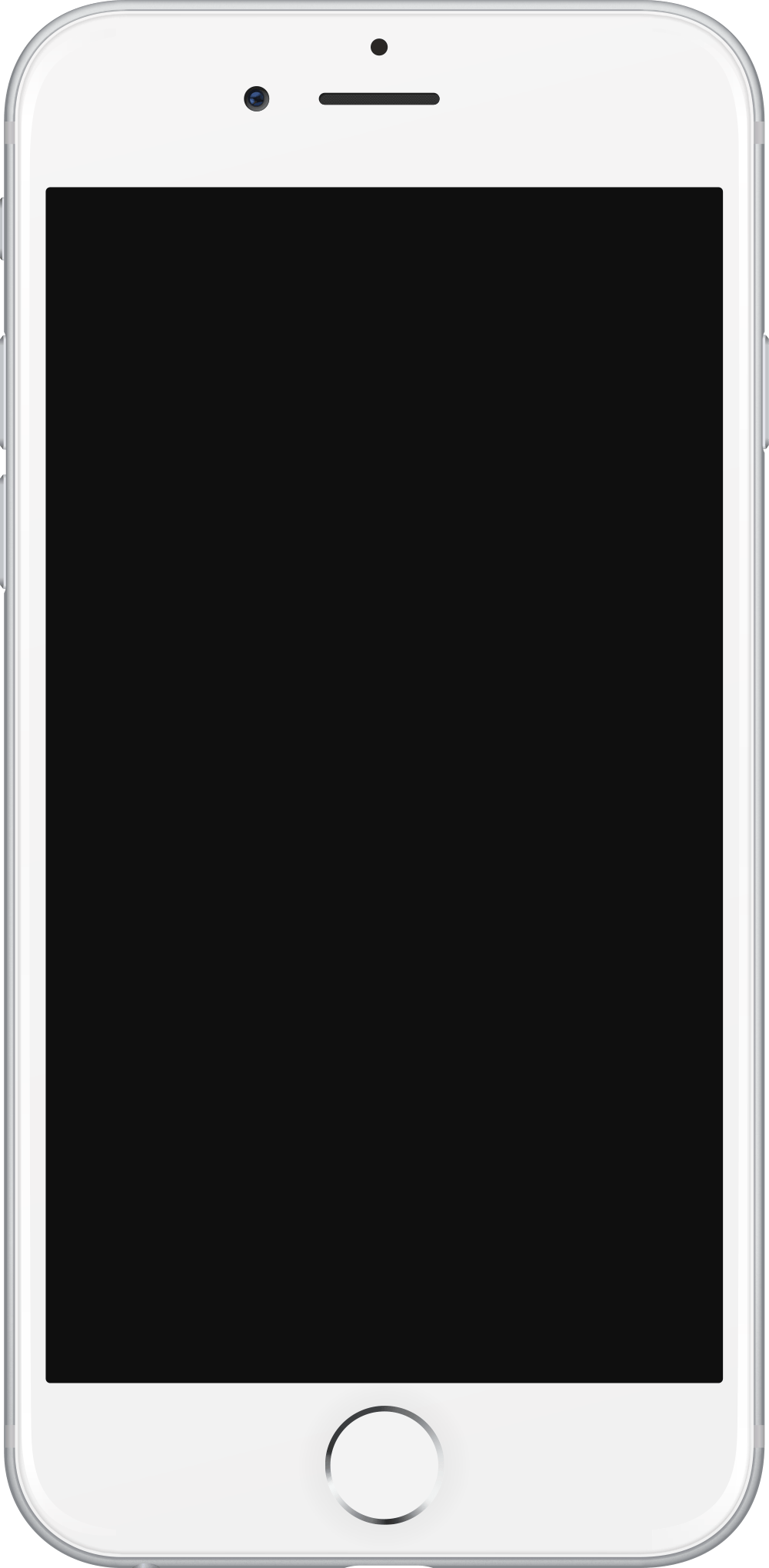
iPhone 6 byl nejprodávanějším mobilem roku 2014

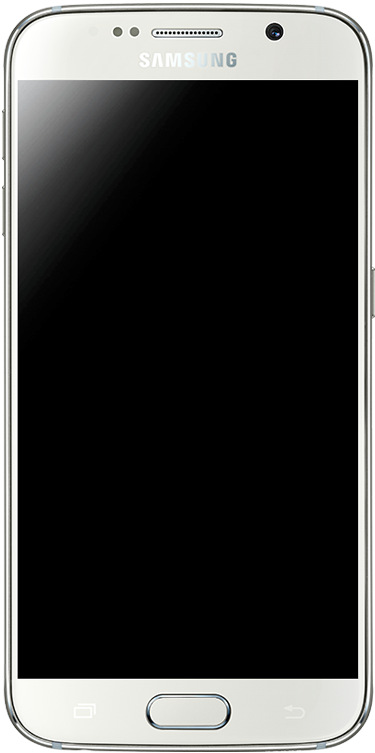
Samsung Galaxy S6 byl nejprodávanějším mobilem roku 2015

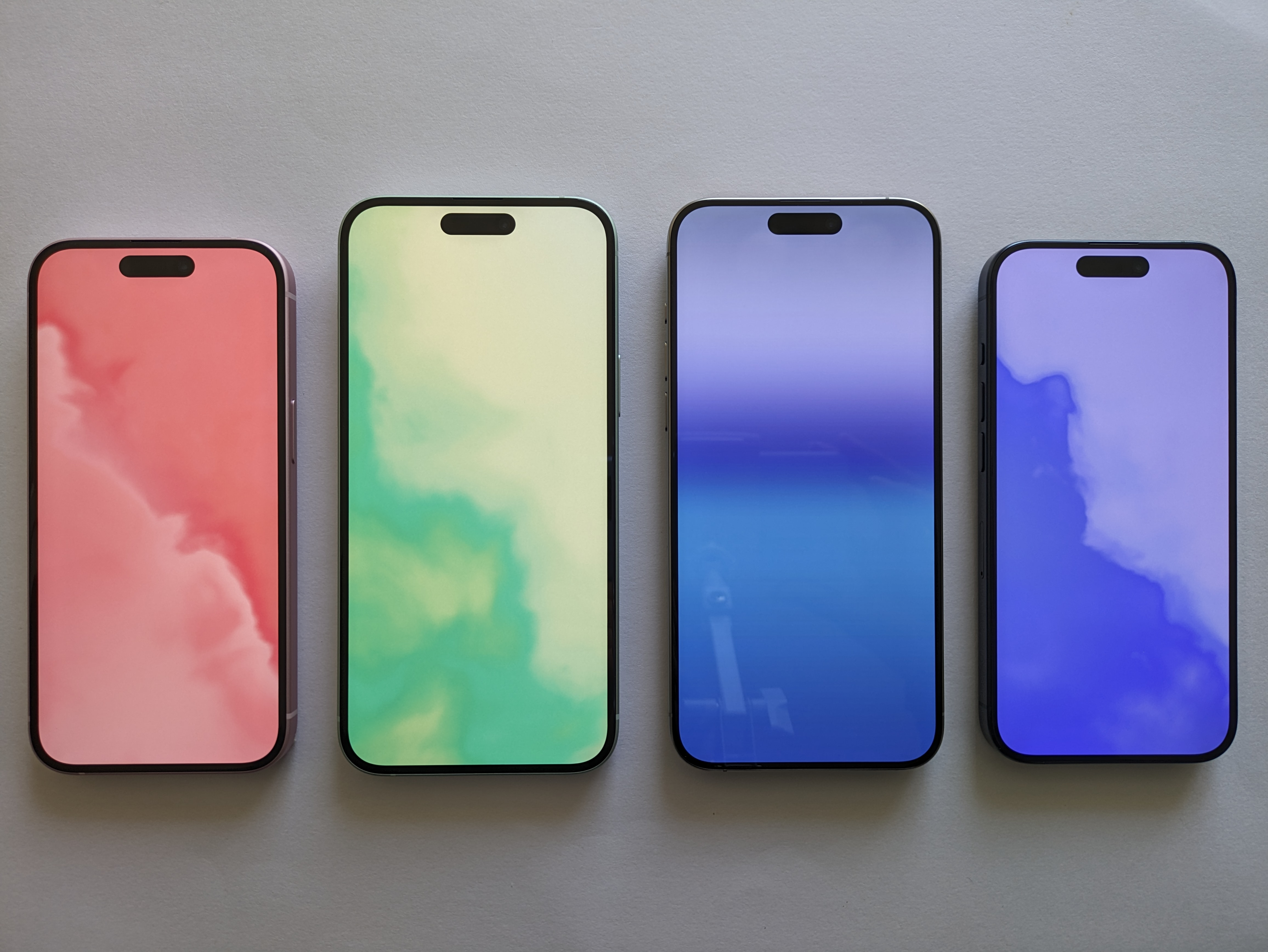
Chytrý mobilní telefon iPhone 15 (2023)

Přestože vynález bezdrátové telefonie spadá již do konce 19. století, první mobilní telefony pro veřejnost se začaly objevovat až od 50. let 20. století v USA. Zpočátku byly mobilní telefony prodávány jako vybavení automobilů. První hovor z mobilního telefonu do ruky uskutečnil inženýr Martin Cooper ze společnosti Motorola z ulice Manhattanu dne 3. dubna 1973, přičemž zařízení mělo velikost cihly a zdaleka se nevešlo do kapsy. První komerční mobilní telefon představila americká Motorola dne 21. září 1983 pod názvem Motorola DynaTAC 8000X.
Ještě při vývoji systému GSM v 80. letech 20. století se předpokládalo, že mobilní telefony bude i ve vyspělých zemích používat pouze malá část obyvatelstva. Teprve později díky výraznému poklesu cen tarifů a dostupnosti předplacených karet došlo k takovému rozšíření mobilních telefonů, že počet mobilních účastníků je srovnatelný s počtem obyvatel Země a mnohonásobně překonal počet účastníků pevných telefonních sítí. Mobilní telefony přinesly možnost používání textových SMS zpráv (první byla poslána 3. prosince 1992) a multimediálních MMS zpráv (komerčně od roku 2002) které mohou obsahovat fotografie, video, zvuk (MP3) apod.
Vedle mobilních telefonů nejprve vznikla samostatná kategorie digitálních osobních asistentů (PDA), což byla zařízení s malou obrazovkou, stylusem a aplikacemi jako kalendář, připomínky, budík, poznámky a podobně. Tato zařízení se mohla připojit do tehdy nových Wi-Fi sítí a umožnila čtení e-mailů a prohlížení WWW stránek na Internetu. Propojením PDA s mobilní GSM sítí a datovými přenosy (nejprve GPRS, pak EDGE, HSPA, LTE) vznikly chytré telefony (smartphone) připojitelné k Internetu, které začaly v mnoha ohledech nahrazovat stolní osobní počítače.

### Největší výrobci
V počátcích byl největším výrobcem mobilních telefonů americká firma Motorola, mezi lety 1998 až 2011 trhu dominovala finská Nokia, poté ji vystřídal jihokorejský Samsung.
Největším výrobcem v roce 2022 byla společnost Samsung, na druhém místě americký Apple a na třetím čínské Xiaomi.

### Energetický štítek
V roce 2025 byla zahájena povinnost výrobců zveřejňovat informaci v podobě energetického štítku (EPREL), do kterého výrobci doplňují informace o energetické účinnosti, odolnosti proti pádům, snadnosti oprav, účinnosti krytí a životnosti vestavěné baterie (než dojde k poklesu na 80 % jmenovité kapacity). Například firma Apple deklaruje životnost 1000 cyklů, Samsung až 2000 nabíjecích cyklů.

## Světové rozmístění
Mobilní sítě mohou často profitovat i s malým počtem zákazníků, protože náklady mobilní sítě většinou souvisí s objemem hovorů, zatímco telefonie pevných linek má mnohem vyšší náklady spojené s každým účastníkem sítě. Ve většině Evropy, Spojených států amerických a rozvinutější části Asie a Austrálie používá mobilní telefony většina populace; často jsou používány také dětmi.
Ve Spojených státech amerických v současnosti (2019) používá mobilní telefon většina obyvatel (96 %), z toho 81 % tvoří mobily chytré. V minulosti byly mobilní telefony v USA méně obvyklé, např. v roce 2003 je používalo asi 66 % populace. Tržní penetrace (průnik) byla nižší než v dalších rozvinutých zemích. Mezi důvody patřilo nekompletní pokrytí a směs nekompatibilních technických standardů. Mnoho evropských a část asijských zemí přijalo GSM standard zákonem pro všechny mobily, zatímco jiné asijské země přijaly standardy CDMA2000. Ve Spojených státech amerických i Kanadě podobný zákon není a každý poskytovatel si standard vybere. Dalšími z důvodů byly relativně vysoké minimální měsíční poplatky (asi 30 USD) a dostupnost relativně levných pevných sítí (asi 30 USD za neomezené lokální hovory). Paušální tarify nebo předplacené karty obvyklé jinde byly v USA méně obvyklé a dražší než porovnatelné služby v jiných zemích. Zkrácení telefonních čísel a nedostatek neregionálních speciálních telefonních čísel pro mobilní služby – to vše značilo, že cenový systém používaný jinde (hovory stojí víc do mobilní sítě, ale přijímány jsou bezplatně) nemohl být použit, a proto uživatelé platili za přicházející hovory, což odrazovalo od použití mobilů. Některé technické problémy měla též Kanada, používající stejné standardy jako USA, která je též součástí severoamerického plánu číslování (North American Numbering Plan).

## Charakteristiky mobilů
Mobilní telefony jsou navrženy pro fungování v celulárních sítích a obsahují standardní sadu služeb GSM, která umožňuje vzájemnou komunikaci mobilních telefonů různých typů a v různých zemích.
Před použitím mobilního telefonu je nutné zvolit si mobilního operátora (poskytovatele přenosu) a zařídit si u něj služby. Pro mobily v sítích GSM operátor vydá SIM kartu, která obsahuje unikátní účastnické a autentizační (ověřovací) parametry pro daného zákazníka. Případně operátor vloží zákazníkův identifikátor mikrotelefonu do jeho účastnické databáze, aby mikrotelefon mohl realizovat hovory do sítě. Po vložení SIM karty do mobilu jsou služby přístupné. Některé dnešní (2019) mobily umožňují místo tradiční SIM karty použít zabudovaný čip eSIM, na který se služby operátora nahrávají softwarově.
Mobilní telefony nepodporují jen hlasové hovory, ale mohou též posílat a přijímat data, faxy, krátké textové zprávy, nebo poskytovat kompletní internetový přístup použitím technologií jako GPRS, EDGE, HSDPA, LTE a další. Mobily mohou mít také hodiny, kalkulátor a možnost stahování aplikací (např. hry).
Operátoři podporují službu roaming, která umožňuje použití mobilního telefonu i mimo domovskou zemi účastníka. Mobilní operátoři obou zemí v takovém případě musí mít dohodu o roamingu.
Většina mobilních telefonů s barevným displejem též umožňuje posílání a příjem multimediálních zpráv, tzv. MMS. Často také mají zabudovaný digitální fotoaparát, což podnítilo určité otázky kolem soukromí. Saúdská Arábie proto na jistou dobu zakázala prodej mobilních telefonů vybavených fotoaparátem. Poutníkům na Hadždž (arabsky: حجِّ) ale jejich držení umožnila. Úplný konec zákazu nastal v prosinci roku 2004.
Každý mobilní telefon prodávaný v Jižní Koreji musí při pořízení snímku vydat zvuk. Hlavním důvodem tohoto opatření je, aby uživatel mobilního telefonu s fotoaparátem nevyfotil někoho bez jeho svolení.
Pro určení polohy mobilního telefonu je možné užít přijímače GPS, které mohou být integrované nebo externí (připojené např. přes Bluetooth). Mobilní telefon vybavený GPS může být použitý jako turistická nebo automobilová navigace.
Většinu dnešních[kdy?] mobilních telefonů lze díky možnosti přehrávání hudby, výstupu na sluchátka, kvalitním integrovaným reproduktorům, barevnému displeji, možnosti přehrávat video a podpoře paměťových karet použít jako MP3 nebo MP4 přehrávač.
Mobilní telefony se vyrábějí v různém velikostním provedení, kdy je různým způsobem kladen důraz na tloušťku či velikost mobilu. Nejmenší mobilní telefon na světě, který byl zapsán do Guinnessovy knihy rekordů, vyrobila izraelská společnost Modu. Tento mobil má na výšku 7,2 cm, na šířku 3,76 cm a je tlustý 7,8 mm.

## Multimodální mobilní telefony
Multimodální (tedy dvoupásmové – dualband, třípásmové triband nebo čtyřpásmové quadband) mobily jsou mobilní telefony navržené fungovat na víc než jedné radiové frekvenci GSM. Multimodální případy se vyskytují nejvíc v GSM síti, která začínala v pásmu 900, ale expandovala i do pásem 1800 a 1900 MHz; některé multimodální mobilní telefony mohou fungovat i v analogových sítích (např. duální pásmo, tri-mód: AMPS 800 / CDMA 800 / CDMA 1900).
Multimodální mobilní telefony byly užitečné pro umožnění roamingu, ale teď[kdy?] jsou nejdůležitější při zavedení W-CDMA (celulární sítě 3. generace) bez toho, aby se zákazníci museli vzdát přístrojů se širokým pokrytím GSM. Téměř každý prodaný opravdový mobilní telefon s podporou sítí 3G je v současnosti WCDMA/GSM duální. To platí i o mobilních telefonech 2.75 G založených na CDMA2000 nebo EDGE.
Speciální požadavky zahrnuté v produkci multimodálních přístrojů je nalezení způsobu, jak sdílet komponenty mezi různými standardy. Obvykle telefonní klávesnice a displej mohou být sdíleny. Navíc existují požadavky na každém stupni integrace. Složitost těchto požadavků závisí na rozdílech mezi systémy. Různé varianty systémů GSM mají jen různé frekvence a proto nejsou považovány za pravé multimodální mobilní telefony, ale raději za multi-pásmové telefony. Co se týče multimodálních telefonů IS-95/GSM nebo telefonů AMPS/IS-95, základní pásmové zpracování se mezi jednotlivými systémy velmi liší. To vede k reálným problémům při integraci složek a tedy k objemnějším telefonům.
Speciální případ multimodálních mobilních telefonů je mobil WCDMA/GSM. Radiová rozhraní se od sebe velmi liší, ale posílání zpráv z mobilní do centrální sítě je velmi podobné, což značí, že software pro sdílení je velmi jednoduchý. Asi důležitější je, že vysílací rozhraní WCDMA bylo navrženo s ohledem na GSM kompatibilitu. Má speciální mód operace, nazývaný přerušovaný mód, ve kterém namísto souvislého přenosu je mobilní telefon schopen na krátký čas stopnout posílání a zkoušet hledat zdroje signálu GSM v okolí. Tento mód umožňuje bezpečné mezifrekvenční předání s kanálovými měřeními, které mohou být jen aproximovány použitím „pilotních signálů“ v jiných systémech založených na CDMA.
Další zajímavý případ se týká mobilních telefonů v sítích DS-WCDMA a MC-CDMA – 3G varianta CDMA2000. Původně byla čipová rychlost těchto mobilů nekompatibilní; částí projednávání souvisejícího s patentem byla dohoda o použití kompatibilních čipových rychlostí. To by mělo znamenat, že i když vysílací a systémové rozhraní jsou značně odlišné i na teoretické úrovni, většina hardwaru pro každý systém v mobilu má být společná a rozdíly budou především v softwaru.
Většina současných mobilních sítí používá jeden ze dvou standardů – GSM nebo CDMA2000. Třetí standard iDEN se používá exkluzivně v Severní Americe a je omezen na použití v síti Nextel. Předpokládá se, že tato síť bude zrušena po fúzi firmy Nextel a Sprint PCS, která provozuje síť CDMA. Podobně firma AT&T Wireless po fúzi s firmou Cingular postupně nahradila TDMA sítí GSM.

## Zdravotní otázky
Existuje malá vědecká evidence o zvýšení případů určitých typů nádorů při dlouhodobém pravidelném používání mobilních telefonů.[zdroj?] Novější panevropská studie poskytla důležité důkazy o poškození DNA za určitých podmínek,[zdroj?] avšak expertní skupina (Task Force on EMF effects on health) pověřená Světovou zdravotnickou organizací nemá definitivní závěr o platnosti těchto tvrzení. Obecně se míní, že radiové pole mobilních telefonů nemá energii, která by mohla poškodit molekulární vazby a vést ke vzniku genetických mutací, tedy nejedná se o ionizující záření, ale je schopné působit pouze tepelné účinky. Mezinárodní agentura pro výzkum rakoviny vydala prohlášení, že mobilní telefony mohou napomáhat ke vzniku některých mozkových nádorů a záření z mobilních telefonu je zařazeno do skupiny 2B karcinogenů (podezření z karcinogenity pro člověka). Neionizující záření mobilních telefonů zvyšuje riziko rakoviny mozku. V září 2024 vydal časopis ScienceDirect metastudii, která souvislost používání mobilního telefonu s výskytem rakoviny mozku vyloučila.
Každý rok s sebou přináší nové výsledky vědeckých výzkumů, které prokazují jak škodlivost, tak neškodlivost záření mobilních telefonů. Aby mobilní telefony eliminovaly možná rizika, existují přísné normy určující jejich maximální hodnotu záření, která se udává jako Specifická míra absorpce (Specific Absorption Rate; SAR). Maximální hodnota SAR je u nynějších[kdy?] mobilních telefonů stanovena maximálně na 1,6 W/kg živé tkáně.[zdroj⁠?!]
Další kontroverzní zdravotní otázkou je souvislost používání mobilních telefonů s automobilovými nehodami. Některé země zakázaly držet mobil během jízdy nebo požadují použití systémů „handsfree“ [ˈhændz friː]. Mnoho evropských zemí a New York požaduje „hands-free“ zařízení pro použití mobilů ve vozidlech a ostatní státy USA je následují. Statistiky říkají, že reakce řidičů se při hovoru mobilním telefonem sníží až o 19 %. Stejně tak se i zvyšuje nebezpečí nedodržování bezpečné vzdálenosti od ostatních vozidel.
Mnoho zdravotních námitek a společenských sporů vyvolala síť 3G, která má vyšší pásmové stožáry. Bylo málo komunikace mezi vládami a skupinami poskytujícími informace o zavedení technické aktualizace na sítě 3. generace. Instituce ACA (Australian Communications Authority) a ARPANSA (Australian Radiation Protection And Nuclear Safety Agency) oznámily, že stožáry 3G způsobují méně radiace než starší síť 2G. Průměrný radiační výkon jsou 3 watty. Není dostupné žádné vládní vyjádření a je otázkou, zda současné stožáry uvolňují víc radiace; jistota však je, že použití dalších stožárů nevyhnutně značí víc zamořenou oblast.
Pokud například matky používají při kontaktu s malým dítětem mobilní telefon, může to mít vliv na psychický vývoj dítěte.

## Bezpečnostní záležitosti
První mobily byly velmi jednoduché a hlavní bezpečnostní problém bylo „klonování“, varianta odcizení identity, která je mnohem složitější u nových digitálních systémů. Mnoho uživatelů nepochopilo, že mobil je doslova jednoduchá přenosná vysílačka s nějakými počítačovými elementy. Radiové skenery datované do roku 1996 nebo 1997 typicky mohou zachytit staré analogové celulární telefony jednoduše, jako se dá poslouchat rádio FM. Ale po letech technologie určila pro mobily gigahertzové pásmo nad rozsahem většiny konvenčních skenerů. Navíc většina současných mobilů je zabezpečena mnohými digitálními šifrovacími systémy. Existují též nové prostředky digitální komunikace jako textové zprávy a e-mail. Mobily připojené k internetu mohou být, např. díky e-mailu napadeny viry, které se mohou šířit posíláním zpráv přes telefonní adresář. Důležitý problém je, že virus může dovolit cizím uživatelům přístup do mobilu pro nalezení hesel nebo firemních dat uložených na zařízení. Navíc viry mohou být použity na realizaci hovorů nebo posílaní zpráv na cizí účet. Na rozdíl od počítačů, které jsou omezeny jen na několik operačních systémů, používají mobily mnoho systémů vyžadujících separátní antivirové programy.
Agentury jako NSA či GCHQ mohou pravděpodobně mobilní telefon dálkově ovládat. Edward Snowden tvrdí, že mohou mobil vypínat a zapínat, zjišťovat polohu a nahrávat zvuky. Patrně každý mobilní telefon lze hacknout. Z těchto důvodů a obav z vendor lock-in se objevují mobily postavené na otevřeném hardware a software, jako např. Librem 5 nebo PinePhone vybavené navíc možností hardwarového vypnutí mikrofonu, kamery a dalších z hlediska narušení soukromí a bezpečnosti potenciálně nebezpečných modulů.

## Prodej ve světě

Počet uživatelů mobilních telefonů na 100 obyvatel mezi roky 1997 a 2014

### 2006–2008
Světovou jedničkou v prodeji mobilních telefonů je dlouhodobě společnost Samsung. Jihokorejské LG se v roce 2008 stalo třetím největším výrobcem mobilů, v roce 2006 prodala společnost 64,4 milionů mobilů, v roce 2007 80,5 milionů mobilních telefonů a v roce 2008 již 196,6 milionů MT. Ekonomická krize nejvíce postihla americkou společnost Motorola, která zaznamenala v roce 2008 propad v prodeji oproti roku 2006 více než 127 % (2006: 217,4 mil; 2007: 159 mil; 2008: 99,9 mil.). Sony Ericsson sice zaznamenal výrazný nárůst v prodeji v uplynulých letech, rok 2008 byl ale pro společnost ztrátovým (2006: 74,8 mil; 2007: 103,4 mil; 2008: 99,9 mil. prodaných MT). Celkem bylo v roce 2008 prodáno 1 177 mil. mobilních telefonů (2007: 1 125,5 mil., 2006: 1 018,8 mil.).

### 2009
Rok 2009 měl být podle odborníků nejhorším rokem v novodobé historii mobilních telefonů počínaje rokem 1983. Roku 2009 se prodalo 1 133 mil. mobilních telefonů, což bylo sice poprvé méně než v roce předchozím, ale k dramatickému propadu nedošlo.

## Statistika používání v Česku

### 2008
Na 100 lidí připadalo 130 mobilních čísel, tzn. penetrace 130 %. 70 procent Čechů si nepamatuje ani pět uložených čísel a polovina měla v mobilu více než 150 kontaktů. 42 % lidí si vůbec kontakty nezálohovalo. Nejvíce telefonních čísel si ukládali muži ve věku 35 až 44 let. Třetina uživatelů mobilní telefon ztratila, nejvíce šlo o muže do 24 let. Průměrná měsíční platba za mobil činila do 800 Kč a dvě třetiny osob používaly přístroj jako organizátor času. Nejčastěji Češi měnili přístroj jednou za dva roky – kupovali nejvíce přístroj nižší střední třídy s fotoaparátem. Mobilní telefon vlastnil každý druhý senior (už pro ně existují i speciální mobily pro seniory) a téměř každý student.

## Operační systémy mobilních telefonů (software)

### Současné
- Android (od Open Handset Alliance a Googlu)
- iOS (od Applu)
- Harmony OS (od Huawei)

### Zaniklé nebo v telefonech již nepoužívané
- Bada (od Samsungu)
- Windows Mobile (od Microsoftu)
- Windows Phone (od Microsoftu)
- Symbian (od Nokie)
- MeeGo (od Nokie)
- Windows CE
- Maemo
- Palm OS
- webOS
- Firefox OS
- Tizen (od Samsungu)
- Java
- BlackBerry OS konec 4. ledna 2022